# 244 (число)
Вижте пояснителната страница за други значения на 244.
244 (двеста четиридесет и четири) е естествено, цяло число, следващо 243 и предхождащо 245.
Двеста четиридесет и четири с арабски цифри се записва „244“, а с римски – „CCXLIV“. Числото 244 е съставено от три цифри от позиционните бройни системи – 2 (две), 4 (четири).

## Общи сведения
- 244 е четно число.
- 244-тият ден от невисокосна година е 1 септември.
- 244 е година от Новата ера.